# Lamine Diack
Lamine Diack (ur. 7 lipca 1933 w Dakarze, zm. 3 grudnia 2021 tamże) – senegalski polityk i działacz sportowy, przewodniczący Międzynarodowego Stowarzyszenia Federacji Lekkoatletycznych (IAAF).

## Życiorys
W latach 50. zawodniczo uprawiał lekkoatletykę. Był skoczkiem w dal – kilkakrotnym rekordzistą Francji i Afryki Zachodniej w latach 1957–1960 (ostatni rekord: 7,72 m).
8 listopada 1999, po śmierci Włocha Primo Nebiolo, został wybrany przewodniczącym IAAF. Przedtem był wiceszefem tej organizacji. We wcześniejszym okresie życia pracował w administracji państwowej, m.in. sprawując urząd burmistrza Dakaru. Pełnił także mandat członka Parlamentu Republiki Senegalu.
Był żonaty, miał piętnaścioro dzieci.